# Taito N.Y Captor Hardware
Taito N.Y Captor Hardware es una placa de arcade creada por Taito destinada a los salones arcade.

## Descripción
El Taito N.Y Captor Hardware fue lanzada por Taito en 1986.
Posee dos procesadores Z80, además posee un procesador adicional de protección M68705, procesador de sonido Z80 y tiene chips de sonido YM2149, MSM5232.
En esta placa funcionaron 2 títulos.

## Especificaciones técnicas

### Procesador
- 2x Z80

### Audio
- Z80

Chips de Sonido
- YM2149, MSM5232

## Lista de videojuegos
- Cycle Shooting / Violent Shooting
- N.Y. Captor